# Bernard Tissot
Pour les articles homonymes, voir Bernard Tissot (homonymie) et Tissot.
Bernard Tissot, né le 19 juin 1902 à Rouen et mort le 21 décembre 1968 dans la même ville, est un homme politique français, maire de Rouen de 1958 à 1968.

## Biographie
Après des études à l'institution Join-Lambert à Rouen, il fait ses études de droit à Paris où il obtient sa licence et fréquente l'École libre des sciences politiques. Il s'établit comme avoué en 1928. 
Il entre au conseil municipal de Rouen le 13 mai 1945 sur la liste de Jacques Chastellain et devient adjoint aux beaux-arts. C'est à lui qu'on doit en particulier la restauration de la salle Sainte-Croix-des-Pelletiers et la création du conservatoire de Rouen et son installation temporaire dans l'hôtel Faucon. Également grâce à lui, Rouen se dote d'une bibliothèque moderne. 
Le 6 mai 1958, il succède à Jacques Chastellain, démissionnaire, comme maire de Rouen. Réélu les 20 mars 1959 et 25 mars 1965, il démissionne de son mandat au début de 1968 pour raisons de santé et meurt à la fin de la même année, après avoir laissé la mairie à son premier adjoint Jean Lecanuet.

## Distinctions
- Chevalier de la Légion d'honneur (20 juin 1952)[2].
- Officier de la Légion d'honneur (19 mars 1962).
- Officier d'académie (1949).

## Mémoire
Peu après sa mort, la place de la Gare — où se trouve la gare de Rouen-Rive-Droite — est renommée place Bernard-Tissot en son honneur.